# Hszia-házbeli Huaj
Hszia (Xia)-házbeli Huaj (Huai) (más néven: Fen (Fēn) 芬; Cu-vu (Zǔwǔ) 祖武; Fen-fa (Fēnfā) 芬發) a félig legendás Hszia (Xia)-dinasztia 8. uralkodója, aki a hagyományos kronológia szerint 26 évig (kb. i. e. 2040-2014) uralkodott.

## Származása, családja
Huaj (Huai) a dinasztia 7. uralkodójának, Csu (Zhu)nak a fia, aki apja halála után lépett trónra, és lett a Hszia (Xia)-dinasztia 8. uralkodója. A feltehetően i. e. 2014-ben bekövetkezett halála után fia, Mang követte a trónon.

## Élete
Életéről, akárcsak a legtöbb Xia (Hszia) uralkodónak az életéről meglehetősen kevés információt tartalmaznak a források. A korai történeti művek általában csak szűkszavú, a legfontosabb eseményekre koncentráló, kronologikus felsorolást tartalmaznak. Huaj (Huai) uralkodása idején a Bambusz-évkönyvek szerint a következők történtek:
- Trónra lépésére a vu-ce (wuzi) 戊子 naptári ciklusjelű évben került sor.[1]
- Uralkodása 3. évében a „kilenc yi” (csiu-ji (jiuyi) 九夷) barbárok a fővárosba érkeztek.[2]
- Uralkodása 16. évében két minisztere, Lo-po (Luobo) 洛伯 és Fengyi (Fengyi) 馮夷 egymással harcoltak Ho (He)nél 河.[3]
- Uralkodása 33. évében Kun-vu (Kunwu) 昆吾 fiát birtokba helyezte Ju-szu (Yousu)ban 有蘇.[4]
- Uralkodása 36. évében megkomponálta a „Kerek föld” (Huan tu 《圜土》) című dalt és zeneművet.[5]